# المسيحية في جزر مارشال

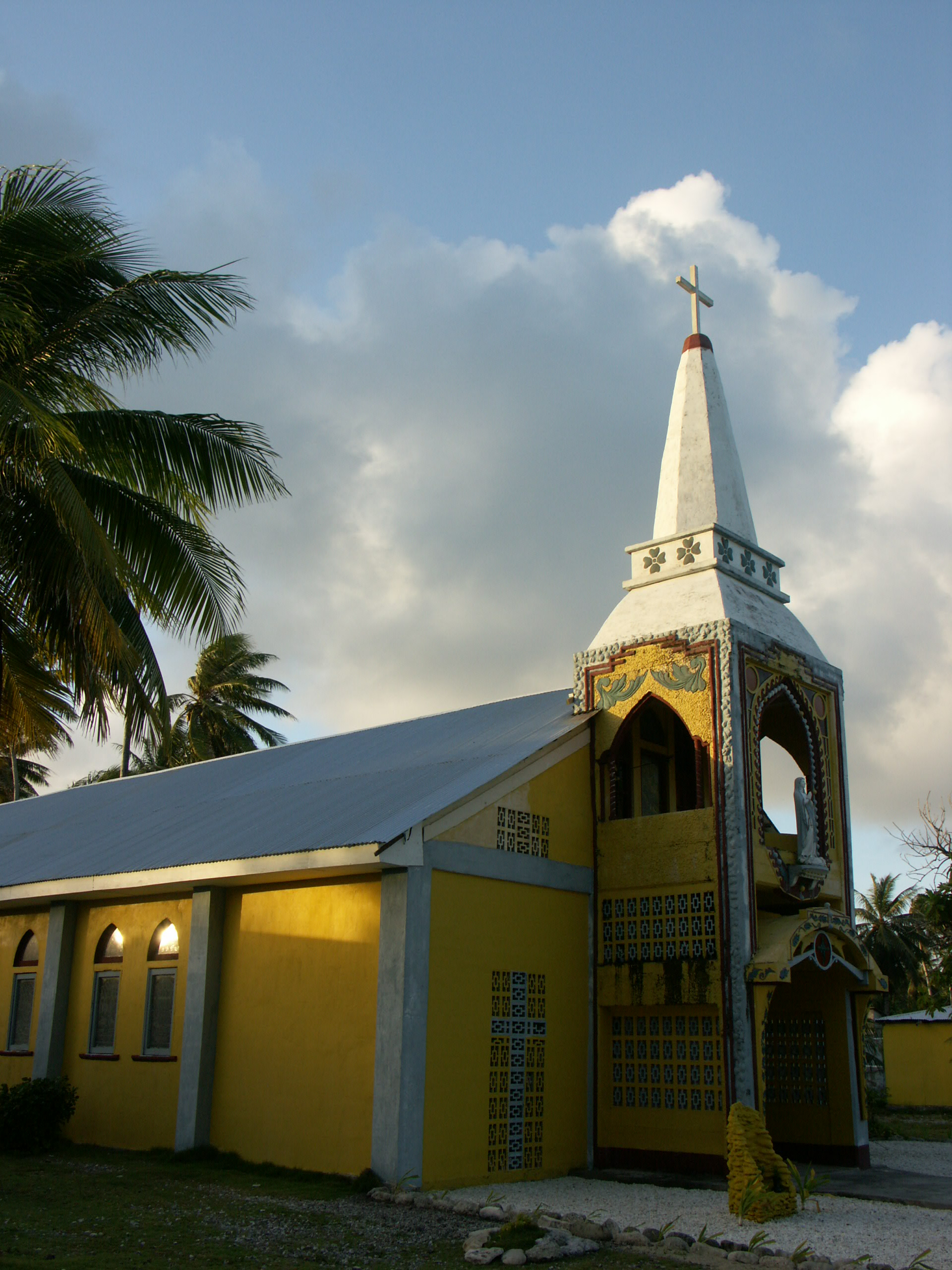
كنيسة كاثوليكيَّة في جزر مارشال.

تُعتبر المسيحية في جزر مارشال أكثر الديانات إنتشاراً بين السكان ويعتنقها حوالي 86.3% من مجمل السكان. الجماعات الدينية الرئيسية في جمهورية جزر مارشال تشمل كنيسة المسيح المتحدة الأبرشانيَّة مع 51.5% من السكان، وجمعيات الله الخمسينية مع 24.2%، والكنيسة الرومانية الكاثوليكية والتي تشكل 8.4% وكنيسة يسوع المسيح لقديسي الأيام الأخيرة (المورمون) التي تشكل 8.3%. ويوجد أيضًا تمثيل للكنائس الخمسينية المختلفة والتي تصل نسبتها 2.2%، والكنيسة المعمدانية مع 1.0% وتصل نسبة السبتيين إلى حوالي 0.9%.
يعمل المبشرون الأجانب بحرية. ويتم فتح مدارس الدينية من قبل الكنيسة الكاثوليكية، وكنيسة المسيح المتحدة، وجمعيات الله، والسبتيين والكنيسة المعمدانية. ينص الدستور على حرية الدين، وتحترم الحكومة بشكل عام هذا الحق في الممارسة. وفي عام 2007 لم تتلق حكومة الولايات المتحدة أي تقارير عن الإساءات الاجتماعية أو التمييز على أساس المعتقد أو الممارسة الدينية.

## الطوائف المسيحية

### البروتستانتية

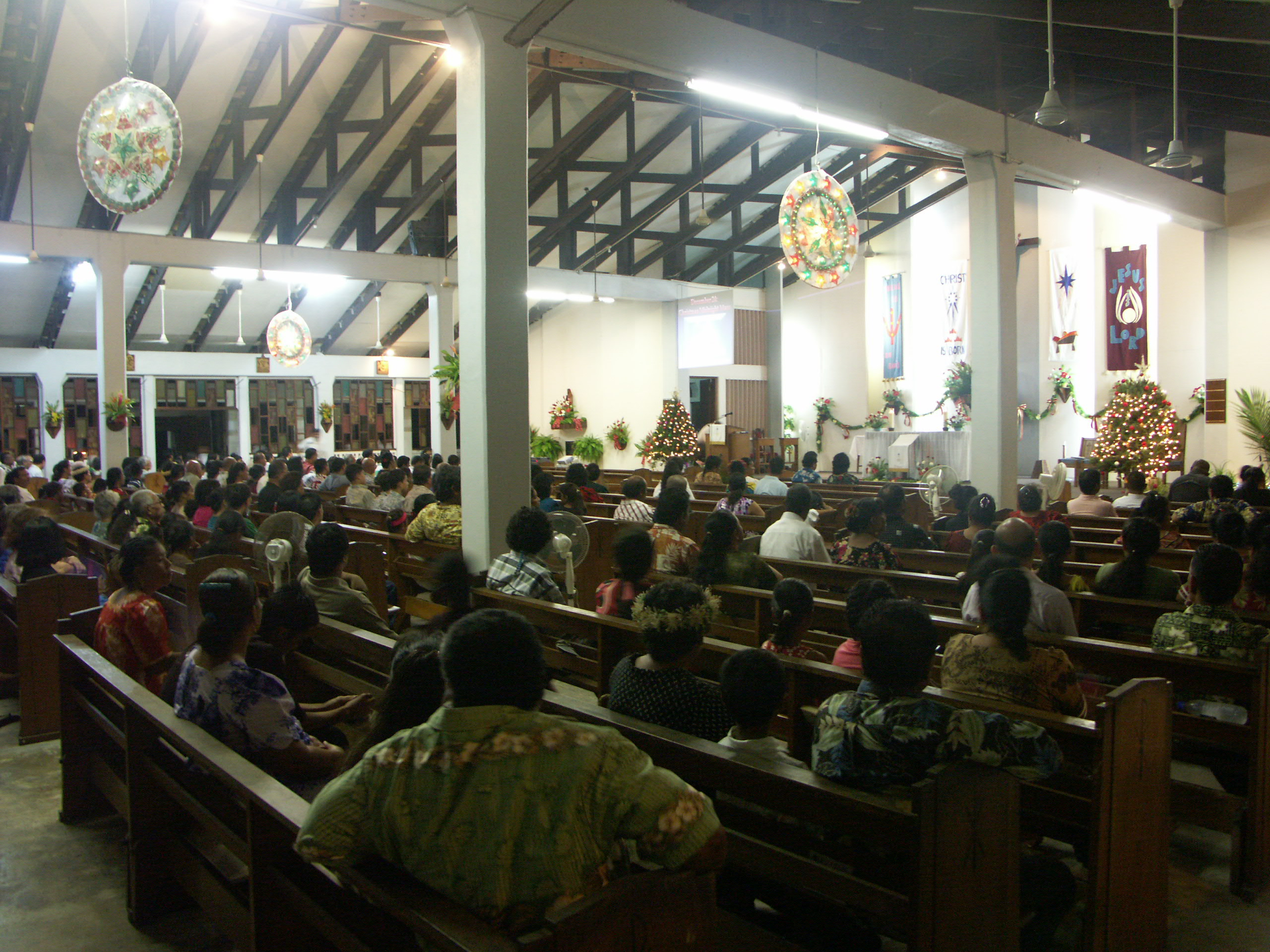
مسيحيين يؤدون الصلوات في جزر مارشال.

تعد كنيسة المسيح المتحدة الأبرشانيَّة كبرى المذاهب البروتستانية في البلاد، ويشكل أتباعها حوالي 51.5% من السكان أي حوالي 40,000 شخص، وهي كنيسة بروتستانتية ذات تقاليد كالفينية أبرشانيَّة. وتعود جذور الكنيسة الأبرشانية إلى النشاط التبشيري المسيحي الذي بدأ في جزر مارشال في عام 1857 من قبل مجلس المفوضين الأميركي للبعثات الأجنبية، والتي أنشأت الكنائس الأبرشانية عبر الجزر. في عام 1957 عشية تنظيم كنيسة المسيح المتحدة في الولايات المتحدة، وكانت الكنائس في جزر مارشال جزءًا من هذه الكنيسة. أصبحت كنيسة المسيح المتحدة الأبرشانيَّة مستقلة عن الكنيسة الأمريكية في عام 1972 واعتمدت اسمها الحالي. ولدى كنيسة المسيح المتحدة الأبرشانيَّة 32 تجمع ديني في جزر مارشال ويعمل بها 52 قس. وتدير الكنيسة تسع مدارس ابتدائية وأربع مدارس ثانوية. كما تدير الكنيسة كلية مارشال اللاهوتية، وهي كلية تدريب للرعاة المسيحيين. تعد جمعيات الله الخمسينية ثاني كبرى الطوائف البروتستانتية في البلاد مع حوالي 24.2% من السكان، وتليها الكنائس الخمسينية المختلفة والتي تصل نسبتها 2.2%، والكنيسة المعمدانية مع 1.0% وتصل نسبة السبتيين إلى حوالي 0.9%.

### الكاثوليكية
الكنيسة الكاثوليكية في جزر مارشال هي جزء من الكنيسة الكاثوليكية العالمية في ظل القيادة الروحية للبابا في روما، ويصل تعداد الكاثوليك في الجزر إلى حوالي 8.4% من السكان. وصل المبشرين الكاثوليك من رهبان القلب الأقدس إلى البلاد في عام 1898. وفي عام 1905، أُنشئت ولاية ما قبل الأبرشية كإحدى البعثات القضائية الكاثوليكيَّة لجزر مارشال، وعلى أراضي منفصلة عن النيابة الرسولية في نيو بوميرانيا. وفي 5 أبريل من عام 1923 تم دمج أراضيها مع النيابة الرسولية في جزر كارولين ومارشال. وفي 23 أبريل من عام 1993، قام البابا يوحنا بولس الثاني بتقسيم أبرشية كارولين ومارشال السابقة إلى المحافظة الرسولية لجزر مارشال وأبرشية جزر كارولين. وتدير الكنيسة المحليَّة شبكة من المدارس الكاثوليكية.